# 블라디슬라프 라린
블라디슬라프 블라디미로비치 라린(러시아어: Владисла́в Влади́мирович Ла́рин, 러시아어 발음: [vlədʲɪˈslaf vlɐˈdʲimʲɪrəvʲɪtɕ ˈlarʲɪn], 1995년 10월 7일~)은 러시아의 태권도 선수이다. 세계 선수권 대회에서 1회 우승, 유럽 선수권 대회에서 2회 우승을 달성했고, 태권도 그랑프리에서 총 6번 금메달을 획득했다. 2020년 하계 올림픽에도 러시아 올림픽 위원회 선수단 소속으로 참가하여 북마케도니아의 데얀 게오르기에프스키를 이기고 금메달을 획득했다.

## 유년기
1995년 10월 7일 카렐리야 공화국 올로네츠키 지구의 마을 콧코제로에서 태어났다. 5살때 카렐리야 공화국 수도인 페트로자보츠크로 이사갔다. 처음에는 기계 체조를 했으나 2002년 태권도로 종목을 전환했다.

## 선수 경력
2018년 카잔에서 열린 유럽 선수권 대회에 참가하여 대회 첫 우승을 했다. 2019년에는 세계 선수권 대회에 참가하여 첫 금메달을 획득했다. 2019년 5월 세계랭킹 1위에 올라갔으며 자동으로 올림픽 진출권을 획득했다. 이후 세계 태권도 연맹이 선정하는 올해의 남자 선수상 후보에 올라갔으나 선정되지는 못하였다.
2020년 하계 올림픽에 참가하여 북마케도니아의 데얀 게오르기에프스키를 이기고 금메달을 획득했다. 전날 러시아 출신 선수로서 처음 금메달을 획득한 막심 흐람초프에 이어서 2번째 메달이다. 블라디미르 푸틴 러시아 대통령은 이번 금메달이 러시아 무술이 떠오르고 있다는 증거라고 칭찬했다.

## 개인사
2020년 8월 16일 러시아의 태권도 품새 부분 챔피언인 아나스타시야 카르노비치와 카렐리야에서 결혼식을 올렸다.